# Gongche
Gongche (kinesiska: 公车镇, 公车) är en köping i Kina. Den ligger i den autonoma regionen Guangxi, i den södra delen av landet, omkring 130 kilometer söder om regionhuvudstaden Nanning. Antalet invånare är 27988. Befolkningen består av 10 313 kvinnor och 17 675 män. Barn under 15 år utgör 15,0 %, vuxna 15-64 år 79 %, och äldre över 65 år 5,0 %.
Genomsnittlig årsnederbörd är 3 054 millimeter. Den regnigaste månaden är juli, med i genomsnitt 679 mm nederbörd, och den torraste är januari, med 40 mm nederbörd.